# خرغوس مميز الحواف
خرغوس مميز الحواف (الاسم العلمي:Caltha marginata) هو نوع غير مؤكد من النباتات يتبع جنس الخرغوس من الفصيلة الحوذانية.